# Anssi Jaakkola
Anssi Jaakkola (ur. 13 marca 1987 w Kemi) – piłkarz fiński grający na pozycji bramkarza.

## Kariera klubowa
Karierę piłkarską Jaakkola rozpoczął w klubie TP-47 z miasta Tornio. W 2004 awansował do kadry pierwszej drużyny. 13 września 2004 zadebiutował w niej w pierwszej lidze w przegranym 2:3 wyjazdowym meczu z AC Allianssi. W 2005 spadł z TP-47 do drugiej ligi i grał w niej w 2006.
W styczniu 2007 Jaakkola przeszedł do włoskiej Sieny i był w niej zmiennikiem Dimitriosa Eleftheropulosa. W Serie A swój jedyny mecz rozegrał 18 maja 2008 przeciwko US Palermo (2:2). W 2009 był wypożyczony do VF Colligiana.
W lipcu 2010 podpisał dwuletni kontrakt ze Slavią Praga z możliwością przedłużenia o kolejny rok. W lidze czeskiej swój debiut zanotował 23 sierpnia 2010 w spotkaniu z FK Teplice (1:2). W Slavii wystąpił dwukrotnie.
W styczniu 2011 podpisał dwuipółletni kontrakt z Kilmarnockiem. W szkockiej Premier League zadebiutował 12 lutego 2011 w meczu z Hibernianem (1:2).
Jaakkola w sierpniu 2013 dołączył do południowoafrykańskiego klubu Ajax Kapsztad.
| Sezon   | Klub          | Kraj      | Rozgrywki         | Mecze | Bramki |
| ------- | ------------- | --------- | ----------------- | ----- | ------ |
| 2004    | TP-47         | Finlandia | Veikkausliiga     | 2     | 0      |
| 2005    | TP-47         | Finlandia | Veikkausliiga     | 0     | 0      |
| 2006    | TP-47         | Finlandia | Ykkönen           | 15    | 0      |
| 2006/07 | AC Siena      | Włochy    | Serie A           | 0     | 0      |
| 2007/08 | AC Siena      | Włochy    | Serie A           | 1     | 0      |
| 2008/09 | AC Siena      | Włochy    | Serie A           | 0     | 0      |
| 2008/09 | VF Colligiana | Włochy    | Seconda Divisione | 7     | 0      |
| 2009/10 | AC Siena      | Włochy    | Serie A           | 0     | 0      |
| 2010/11 | Slavia Praga  | Czechy    | Gambrinus liga    | 2     | 0      |
| 2010/11 | Kilmarnock    | Szkocja   | Premier League    | 8     | 0      |
| 2011/12 | Kilmarnock    | Szkocja   | Premier League    |       |        |

## Kariera reprezentacyjna
W 2009 roku Jaakkola był podstawowym bramkarzem reprezentacji Finlandii na Mistrzostwach Europy U-21 w Szwecji.
W dorosłej reprezentacji Jaakkola zadebiutował 7 czerwca 2011 w przegranym 0:5 meczu eliminacji do Euro 2012 ze Szwecją.